# دهستان اولی
دهستان اولی نام دهستانی در بخش مرکزی شهرستان دیر، استان بوشهر در ایران است. براساس سرشماری سال ۱۳۹۵، جمعیت آن ۱٬۹۶۰ نفر (۴۰۶ خانوار) بوده‌است.